# Fertile (Minnesota)
Fertile è una città degli Stati Uniti d'America, situata in Minnesota, nella contea di Polk.